# High Hopes (álbum)
High Hopes é o décimo oitavo álbum de estúdio do cantor americano Bruce Springsteen, a ser lançado em 14 de janeiro de 2014 pela gravadora Columbia Records. O álbum terá mais uma vez a banda E Street Band acompanhando o artista, além das participações especiais do guitarrista Tom Morello e os ex-membros da E Street Band, Clarence Clemons e Danny Federici, que morreram há alguns anos. O anúncio do álbum foi feito no Facebook oficial do cantor em 24 de novembro de 2013. O primeiro single e vídeo do álbum, auto-intitulado, foi lançado no dia seguinte.
O álbum foi geralmente recebido com críticas positivas ou mistas.

## Contexto e preparação do disco
Em março de 2013, durante a etapa australiana da turnê de Wrecking Ball, Bruce e sua banda tiveram a participação do guitarrista Tom Morello, que substituía provisoriamente Steven Van Zandt, que estava ocupado filmando sua série de TV, Lillyhammer. Durante o tempo livre, eles compunham música juntos, embora na época não houvesse planos para lançamento.
Em High Hopes, a E Street Band toca em combinações de vários ou pouco músicos, e Tom Morello participa de oito faixas. Bruce diz que Tom foi uma grande inspiração, que ele é seu muso e que o músico o ajudou a elevar o disco a um patamar mais elevado. Além de Tom, os finados músicos e ex-membros da E Street Band Clarence Clemons e Danny Federici também "tocam" em várias faixas. Bruce classificou isto como "alguns dos nossos melhores materiais inéditos da última década". O álbum foi gravado em Jersey City, Los Angeles, Atlanta, Austrália e Nova Iorque. No encarte do CD, Bruce escreve que "eu senti que elas eram algumas das minhas melhores escritas e mereciam uma gravação decente".]
As faixas de High Hopes são todas covers, raridades ou regravações de álbuns e turnês antigos. "A melhor maneira de descrever este disco é que ele é uma espécie de anomalia, mas nem tanto. Eu na verdade não trabalho linearmente como muitas pessoas fazem".
A faixa-título e primeiro single do álbum, "High Hopes", foi gravada originalmente em 1995 e lançada no EP Blood Brothers. De acordo com Bruce, Tom sugeriu que eles tocassem a faixa durante a turnê e isso levou à regravação dela. "American Skin (41 Shots)" foi escrita originalmente em 2000 como resposta à morte de Amadou Diallo, um imigrante de Guiné que foi assassinado com 41 tiros por policiais à paisana na porta do seu apartamento em Nova Iorque em 1999. Uma versão ao vivo da faixa foi lançada oficialmente no disco Live in New York City enquanto que a versão de estúdio foi lançada em um CD promocional raro de 2001. Durante a turnê do Wrecking Ball, Bruce passou a tocar a canção novamente, mas desta vez em referência ao assassinato de Trayvon Martin. "The Ghost of Tom Joad" foi o primeiro single do álbum de mesmo nome de 1995 e foi tocada várias vezes com Tom nas guitarras e cantando juntamente a Bruce. A faixa foi regravada pelo Rage Against the Machine (banda em que Tom tocava) no álbum de vídeo de 1997 do quarteto e mais tarde incluída nas faixas do seu álbum Renegades (álbum de Rage Against the Machine).
O álbum também traz faixas que foram originalmente escritas para outros álbum, como "Harry's Place", uma canção escrita em 2001 e que deveria ter sido incluída no The Rising, "Heaven's Wall", "Down in the Hole" e "Hunter of Invisible Game", que foram escritas entre 2002-2008 e "The Wall", que Bruce escreveu8 em 1998 baseado em uma ideia de Joe Grushecky. A faixa conta a história de uma visita de Bruce ao Monumento aos Veteranos do Vietname em Washington, D.C. e memórias de Walter Cichon, um músico de Nova Jérsei que não voltou para casa da guerra do Vietnã. "Walter foi um dos grandes pioneiros do rock da costa de Jérsei, que junto com seu irmão Ray (um dos meus primeiros mentores da guitarra) liderou os Motifs. The Motifs foram uma banda de rock local que estavam sempre um passo a frente de todos. Crus, sexys e rebeldes, eles foram os heróis que você queria ser".
Tom também inspirou a performance de dois covers que acabaram gravados. "Just Like Fire Would" é um cover de um single de 1986 da banda australiana de punk rock The Saints, enquanto que "Dream Baby Dream" é um cover do single de 1979 da banda estadunidense de protopunk Suicide. Uma versão do cover de Bruce foi lançada em setembro de 2013 como um vídeo musical tributo aos fãs que compareceram à turnê do Wrecking Ball.

## Faixas
Todas as faixas escritas e compostas por Bruce Springsteen, exceto onde especificado. 
| Edição padrão |                                            |         |  |
| N.º           | Título                                     | Duração |  |
| 1.            | "High Hopes" (Tim Scott McConnell)         | 4:57    |  |
| 2.            | "Harry's Place"                            | 4:04    |  |
| 3.            | "American Skin (41 Shots)"                 | 7:23    |  |
| 4.            | "Just Like Fire Would" (Chris Bailey)      | 3:56    |  |
| 5.            | "Down in the Hole"                         | 4:59    |  |
| 6.            | "Heaven's Wall"                            | 3:50    |  |
| 7.            | "Frankie Fell in Love"                     | 2:48    |  |
| 8.            | "This Is Your Sword"                       | 2:52    |  |
| 9.            | "Hunter of Invisible Game"                 | 4:42    |  |
| 10.           | "The Ghost of Tom Joad"                    | 7:33    |  |
| 11.           | "The Wall"                                 | 4:20    |  |
| 12.           | "Dream Baby Dream" (Martin Rev, Alan Vega) | 5:00    |  |

O Amazon.com lançou uma edição limitada exclusiva com um DVD bônus contendo uma filmagem da banda tocando o disco Born in the U.S.A. na íntegra em Londres durante a turnê do Wrecking Ball.

## Paradas musicais
| Paradas (2014)                        | Melhor posição |
| ------------------------------------- | -------------- |
| Austrália (ARIA)                      | 1              |
| Áustria (Ö3 Austria Top 40)           | 2              |
| Bélgica (Ultratop Flandres)           | 1              |
| Bélgica (Ultratop Valônia)            | 2              |
| Croácia (HDU)                         | 1              |
| Países Baixos (Dutch Charts)          | 1              |
| Finlândia (Suomen virallinen lista)   | 1              |
| França (SNEP)                         | 2              |
| Alemanha (Offizielle Deutsche Charts) | 1              |
| Hungria (MAHASZ)                      | 12             |
| Irlanda (IRMA)                        | 1              |
| Itália (FIMI)                         | 1              |
| Japão (Oricon)                        | 8              |
| Nova Zelândia (RMNZ)                  | 1              |
| Polónia (ZPAV)                        | 6              |
| Escócia (Official Scottish Albums)    | 1              |
| Espanha (PROMUSICAE)                  | 1              |
| Suécia (Sverigetopplistan)            | 1              |
| Reino Unido (Official Albums Chart)   | 1              |
| Estados Unidos (Billboard 200)        | 1              |

## Músicos

### The E Street Band
- Bruce Springsteen – vocais, guitarras, gaitam piano, percussão
- Roy Bittan – piano, teclados, acordeão
- Clarence Clemons – saxofone
- Danny Federici – órgão, teclados
- Nils Lofgren – guitarra, vocais de apoio
- Patti Scialfa – vocal de apoio
- Garry Tallent – baixo
- Steven Van Zandt – guitarras, bandolim, vocais de apoio
- Max Weinberg – bateria

### Músicos adicionais
- Soozie Tyrell - violino, guitarras, vocais de apoio
- Charles Giordano - órgão, acordeão, teclados
- Tom Morello - guitarras (nas faixas 1, 2, 3, 4, 6, 9, 10, 12), vocais (na faixa 10)
- Jake Clemons - saxofone, vocais de apoio
- Ed Manion - saxofone
- Curt Ramm - trompete
- Barry Danielian - trompete
- Clark Gayton - trombone, tuba
- Michelle Moore - vocais de apoio
- Cindy Mizelle - vocais de apoio
- Curtis King - vocais de apoio
- Everett Bradley - vocais de apoio, percussão